# Charles L'Eplattenier

Modèle de Charles l'Eplattenier pour le casque modèle 18, non retenu

Charles L’Eplattenier, né le 9 octobre 1874 à Neuchâtel et mort le 7 juin 1946 aux Brenets, est un artiste peintre, architecte, sculpteur et décorateur suisse, promoteur de l'Art nouveau dans la région neuchâteloise.

## Biographie
Fils d'une famille paysanne, Charles L'Eplattenier entre en 1887 en apprentissage chez un peintre en bâtiment à Peseux. Durant son apprentissage, il prend également des cours de dessin auprès de l'aquarelliste Paul Bouvier, installé à Neuchâtel. Compétent et passionné, il est envoyé à Budapest où il fréquente l'école d'art décoratif de 1890 à 1893. Détenteur d'une bourse du canton de Neuchâtel, il se rend ensuite à Paris où il suit les cours de l'école nationale supérieure des beaux-arts dans l'atelier de Luc-Olivier Merson pendant trois ans. À son retour, il est appelé comme professeur de dessin et de composition décorative à l'école des beaux-arts de La Chaux-de-Fonds, dont il assumera la direction entre 1903 et 1914. Il y crée en 1905 un "cours supérieur", programme par lequel il importe les fondements théoriques de l'Art nouveau international et les adapte au climat local pour créer le Style sapin. Ses enseignements sont suivis par des artistes tels que André Evard, Charles Humbert, l'affichiste Jules Courvoisier, Jeanne Perrochet, Marie-Louise Goering, Henriette Grandjean et Charles-Edouard Jeanneret, le futur Le Corbusier. Avec certains élèves de ce cours supérieur, rassemblés sous le nom des Ateliers d'art réunis, il décore entre 1909 et 1912 le crématoire de La Chaux-de-Fonds, ainsi que le pavillon Hirsch de l'Observatoire cantonal de Neuchâtel. Pendant cette période, il mène une double carrière d'artiste et d'enseignant. Il démissionne de l'école d'art en 1914 afin de se consacrer totalement à son travail artistique, réalisant de nombreuses commandes. 
Il décède en 1946 des suites d'une chute mortelle dans les rochers du Doubs.

## Œuvre

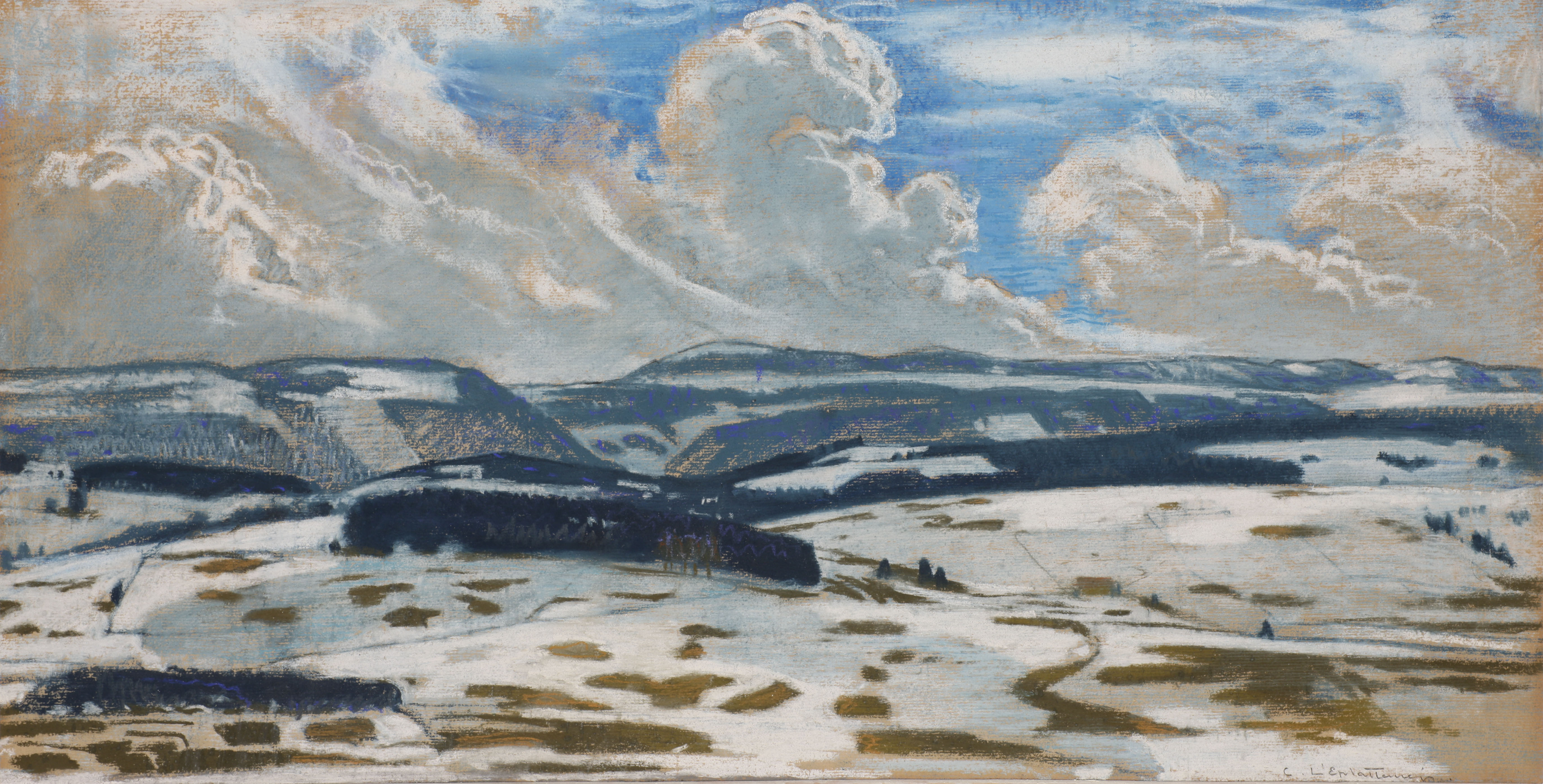
Charles L'Eplattenier, Temps de mars, 1907, Musée des beaux-arts, La Chaux-de-Fonds

Si Charles L'Eplattenier ne s'est pas formellement investi dans les mouvements d'avant-garde, son art en porte cependant les traces. De même, son art fait référence à de grands maîtres comme Ferdinand Hodler, Puvis de Chavannes et Arnold Böcklin dont la monumentalité, la force symbolique et le pathos imprègnent les peintures du crématoire de La Chaux-de-Fonds. À ces sources éclectiques, assimilées par l'artiste de manière très personnelle, s'ajoute une fascination pour l'art japonais.
Le paysage tient une place de choix dans les réalisations de Charles L'Eplattenier. Il révèle à la fois son amour pour la nature et ses préoccupations stylistiques.  
Jusqu'en 1900, le réalisme domine les réalisations de l'artiste. Puis les couleurs se font plus audacieuses, la facture est pointilliste, fauve. À partir des années 1910, Charles L'Eplattenier se dirige vers un réalisme expressif.

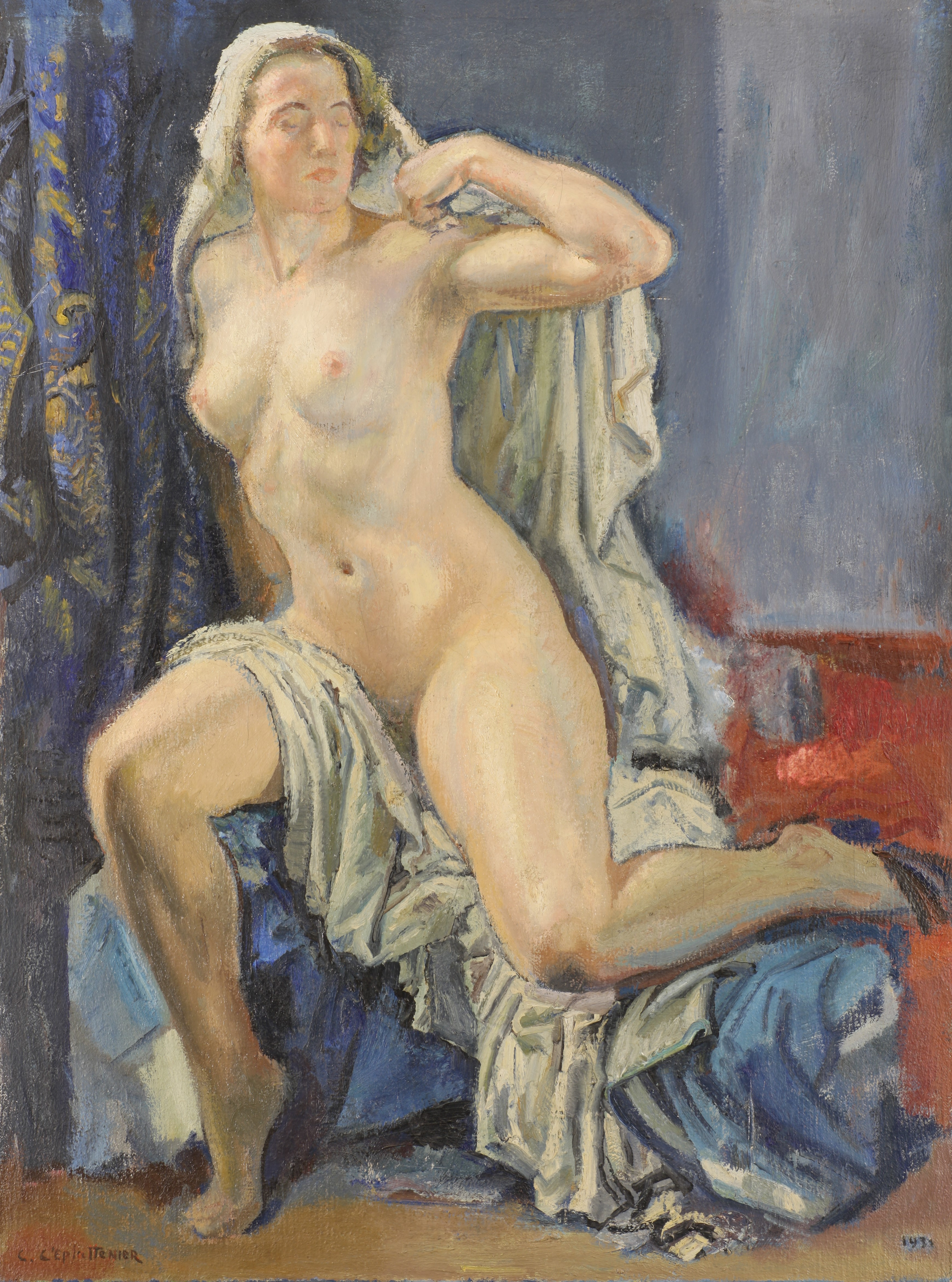
Charles L'Eplattenier, Nu sur fond bleu, 1932, Musée des beaux-arts de La Chaux-de-Fonds

Les commandes publiques tiennent une place importante dans les réalisations de Charles L'Eplattenier. Il réalise notamment les deux ensembles peints du château de Colombier : La Mobilisation de 1914 (1915-19) et Les origines de la Confédération (1935-46), puis en 1923 les mosaïques du crématoire de La Chaux-de-Fonds ainsi que les travaux d'architecture du musée des beaux-arts à partir de 1926 où il exécute les rampes sculptées du grand escalier. À cette production variée, il faut ajouter des dessins de meubles, des travaux d’orfèvrerie, des affiches, des illustrations, des timbres-poste, des mosaïques et la confection de cartons de tapisseries, ainsi que plusieurs statues commémoratives monumentales, comme la Sentinelle des Rangiers. 
Si l’œuvre de L’Eplattenier, aux accents parfois patriotiques et régionalistes, n’inaugure pas de nouvelles voies, en revanche ses méthodes d’enseignement sont résolument modernes et novatrices. En effet, il a donné un souffle nouveau à l’École d’art de La Chaux-de-Fonds en initiant une réforme basée sur les idées de l’Art nouveau. De ce mouvement complexe, il retient plus particulièrement les idées suivantes : le renouvellement des rapports entre l’art et l’artisanat, la technique et l’industrie, la renaissance des arts décoratifs et la valorisation de l’ornement. Il soutient aussi la dimension sociale du travail de l’artiste et accorde une importance primordiale à la nature : son observation permettrait d’en extraire les lois fondamentales, qui régiraient également l’œuvre d’art, et favoriserait conjointement la stylisation de ses formes et l’invention des ornements.

### Crématoire de La Chaux-de-Fonds (1923)

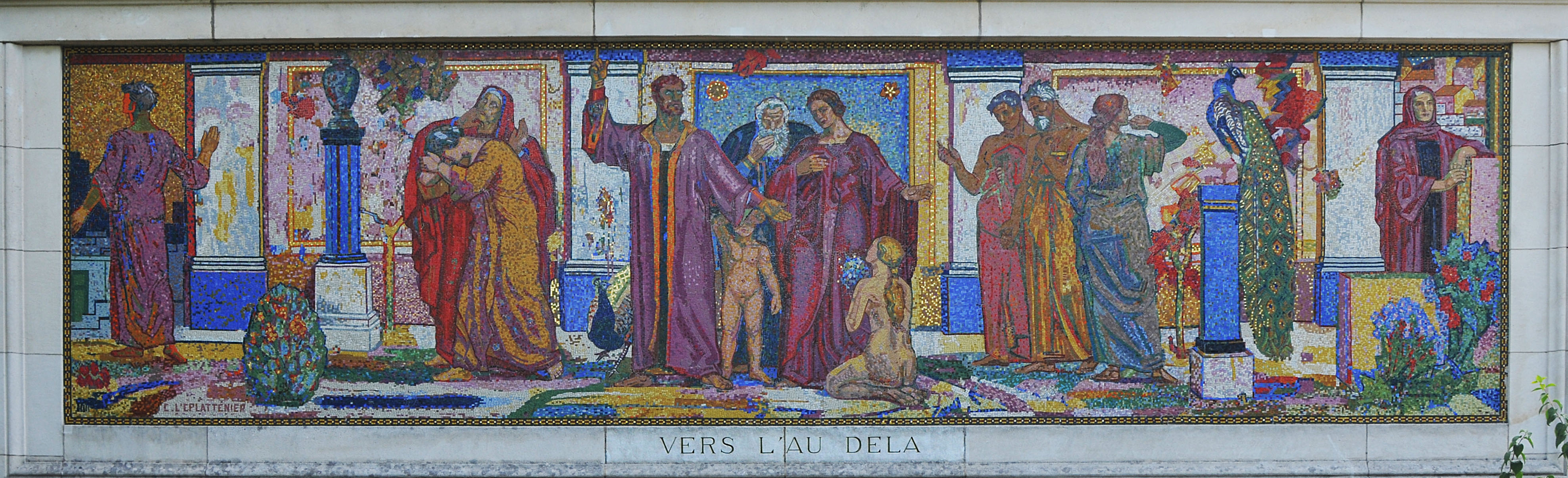
La façade nord du crématoire de La Chaux-de-Fonds, 1923.
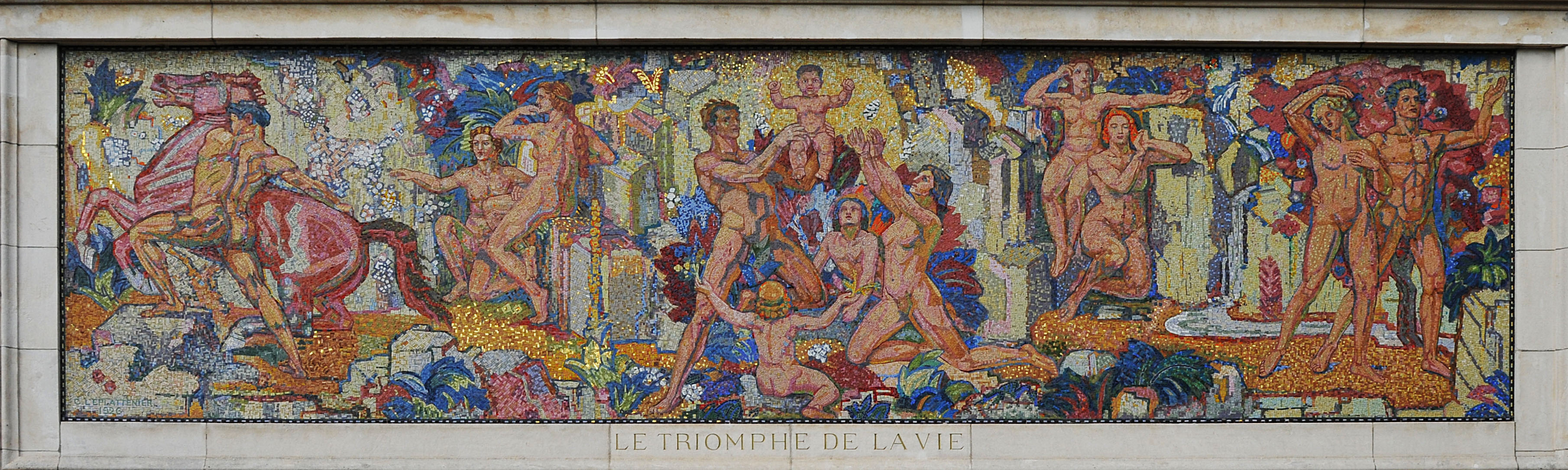
La façade sud du crématoire de La Chaux-de-Fonds, 1923.

### Château de Colombier, "Les origines de la Confédération" (1934-46)

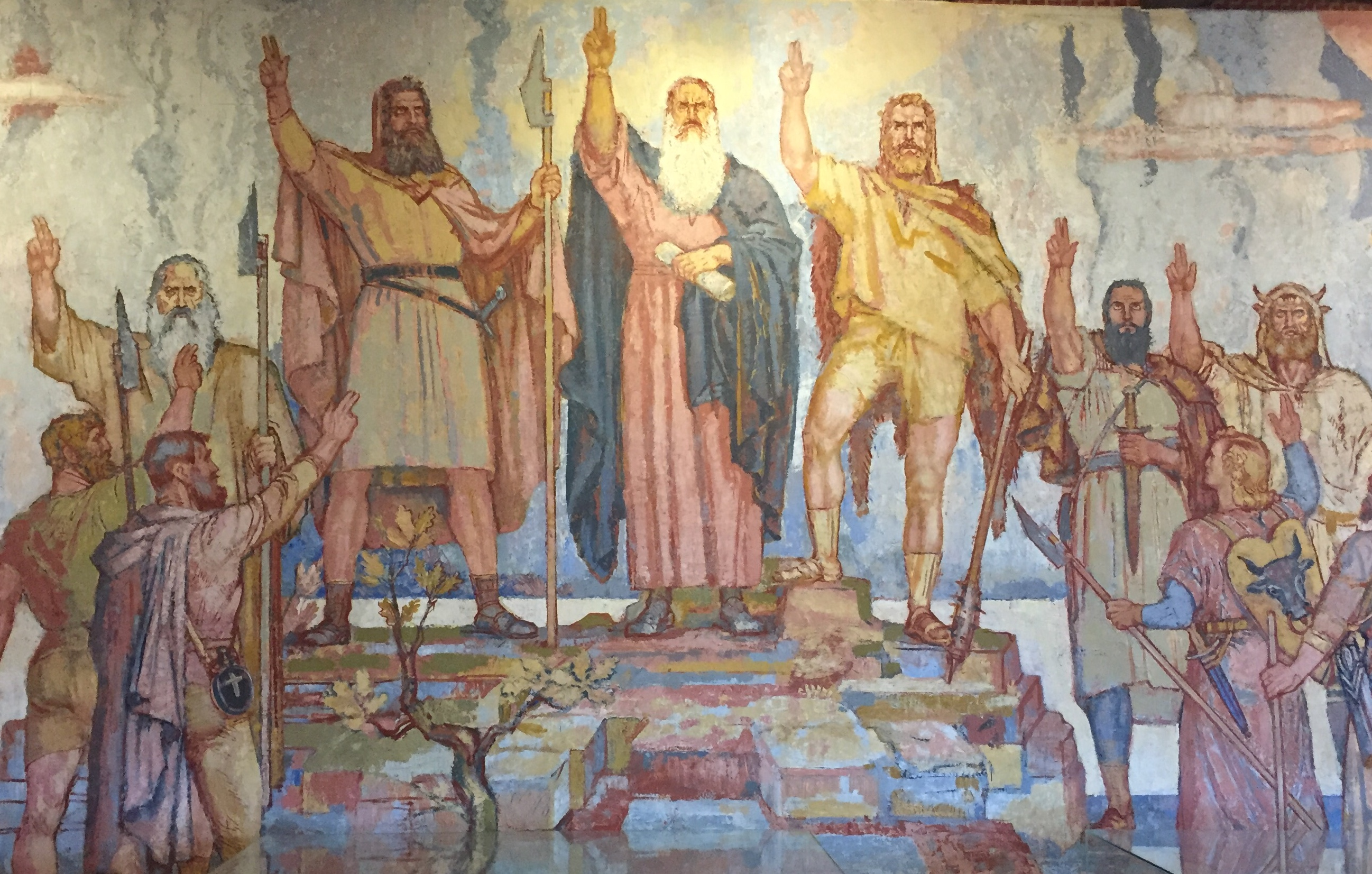
Le Serment des trois Suisses (détail)
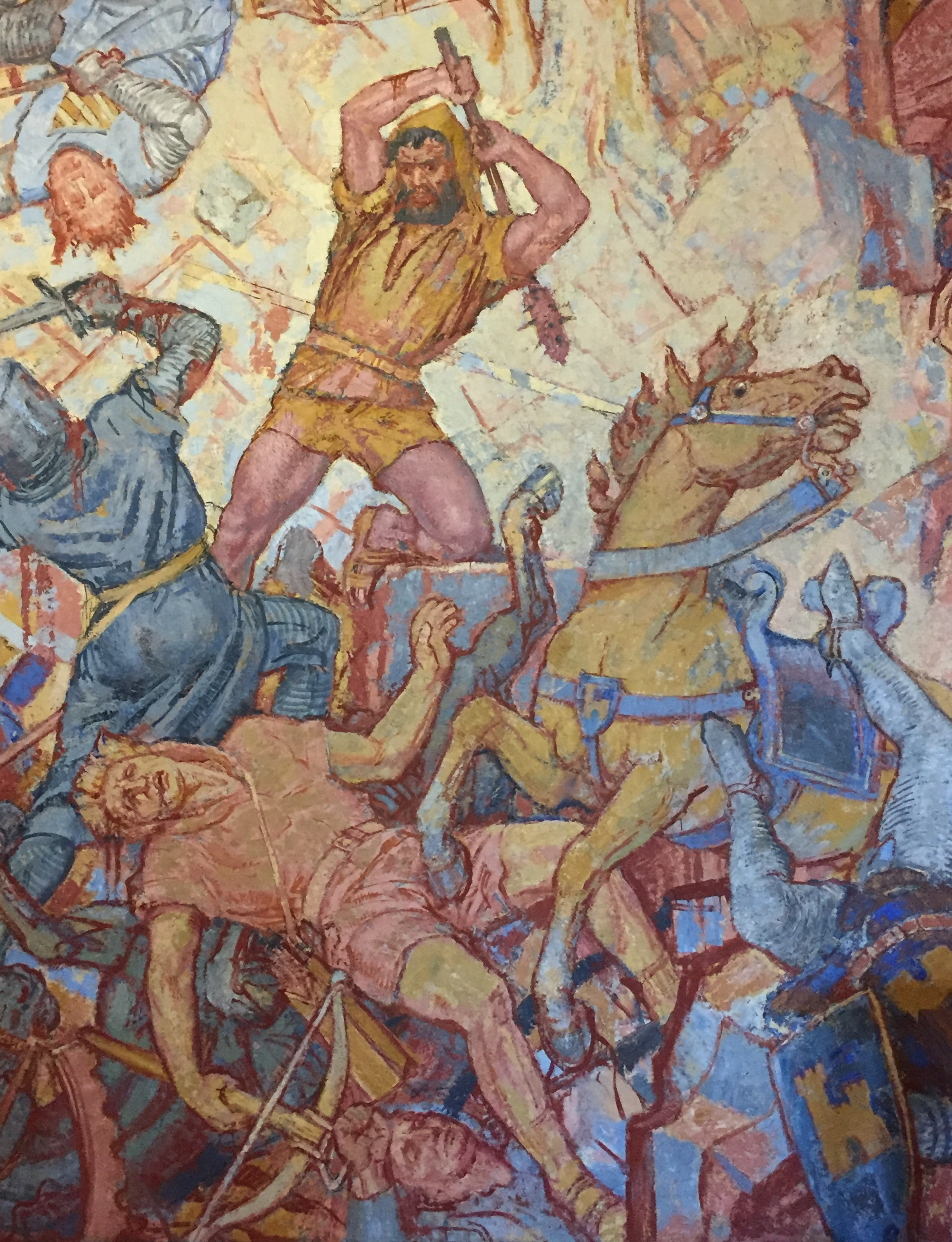
La bataille de Morgarten (détail)
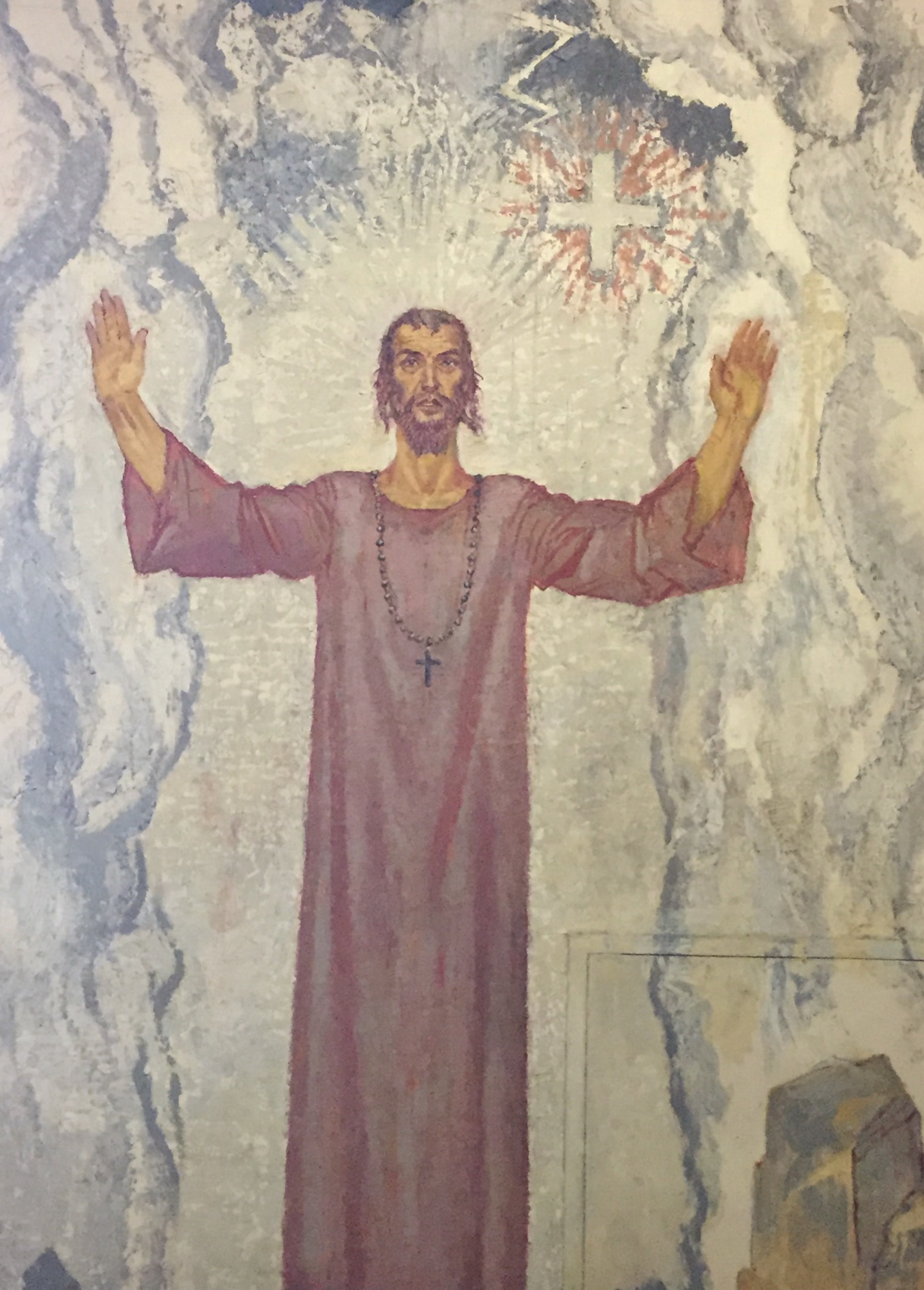
Nicolas de Flüe (détail)
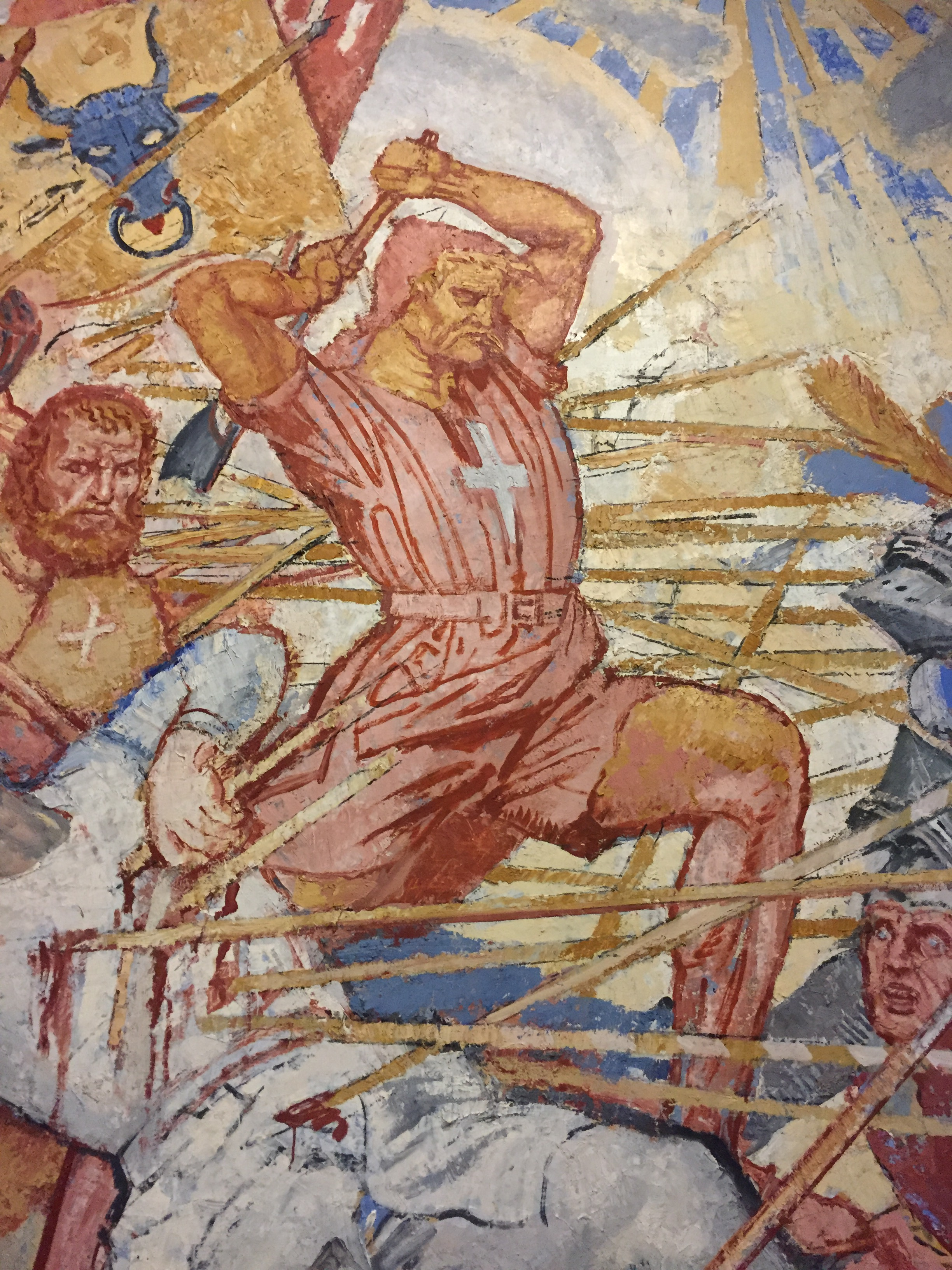
Winkelried à la bataille de Sempach (détail)
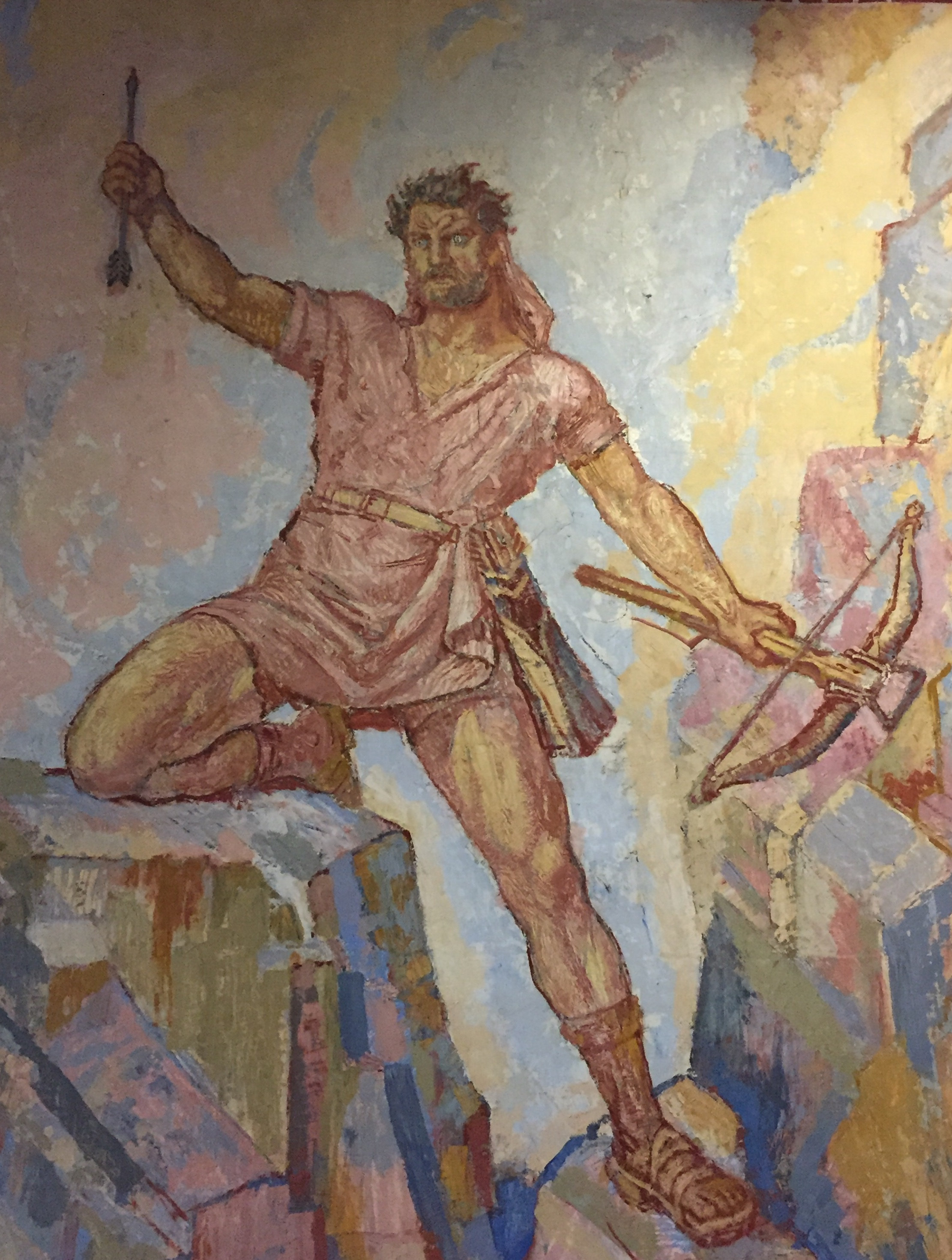
Château de Colombier, Guillaume Tell

### Décor du pavillon Hirsch par les Ateliers d'art réunis (1910-12)

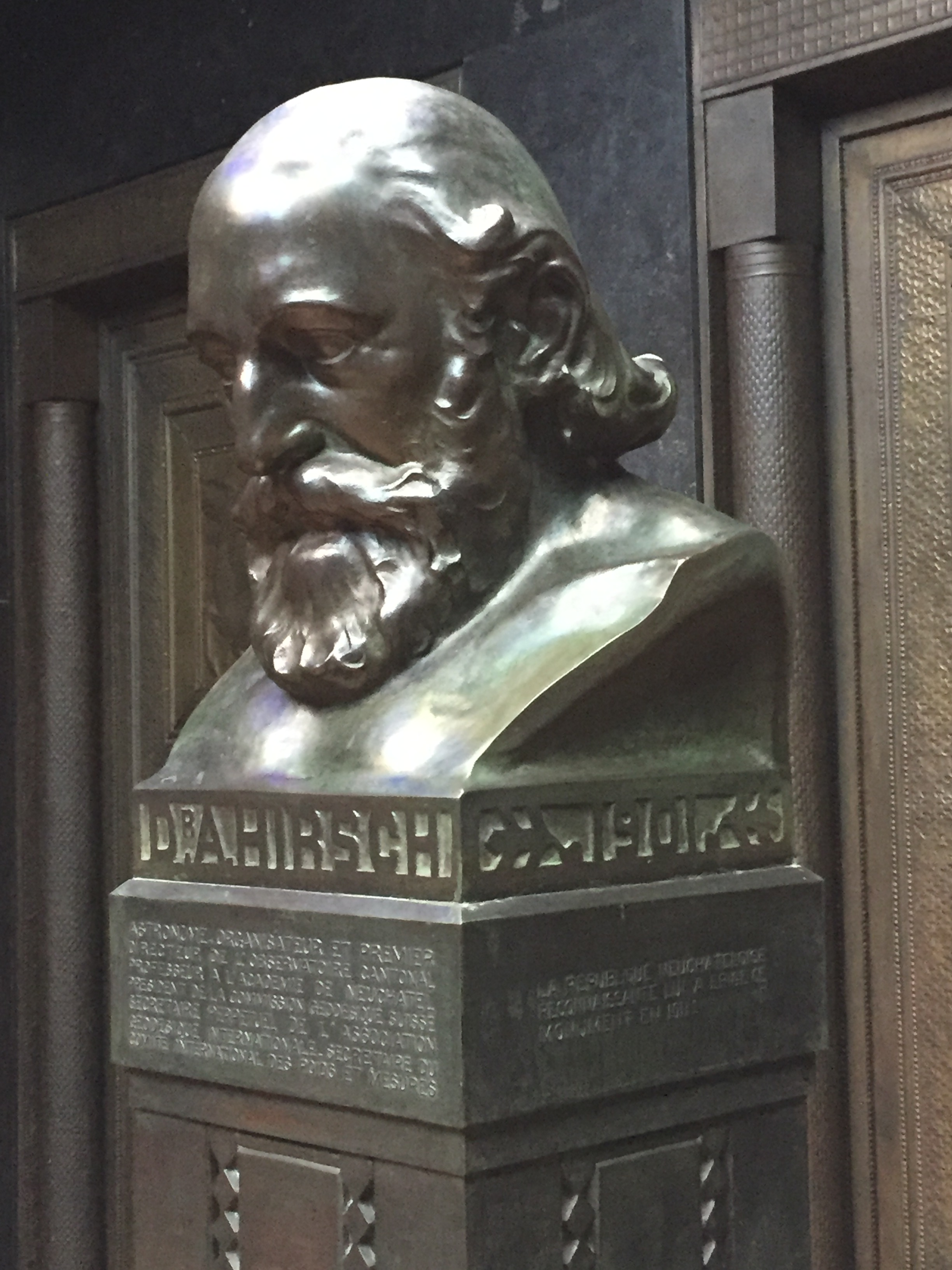
Buste d'Adolphe Hirsch réalisé par Charles L'Eplattenier
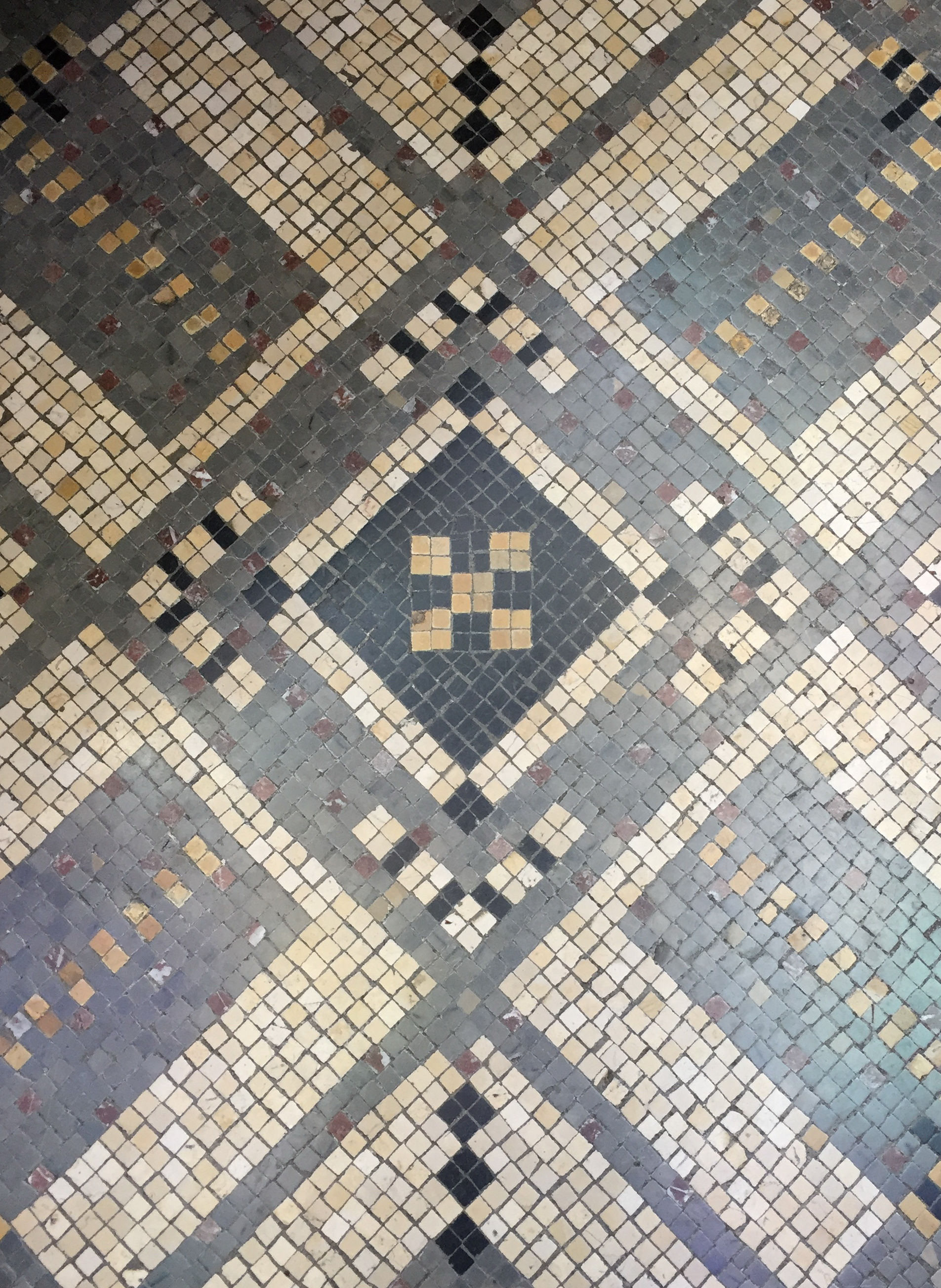
Motif central du sol
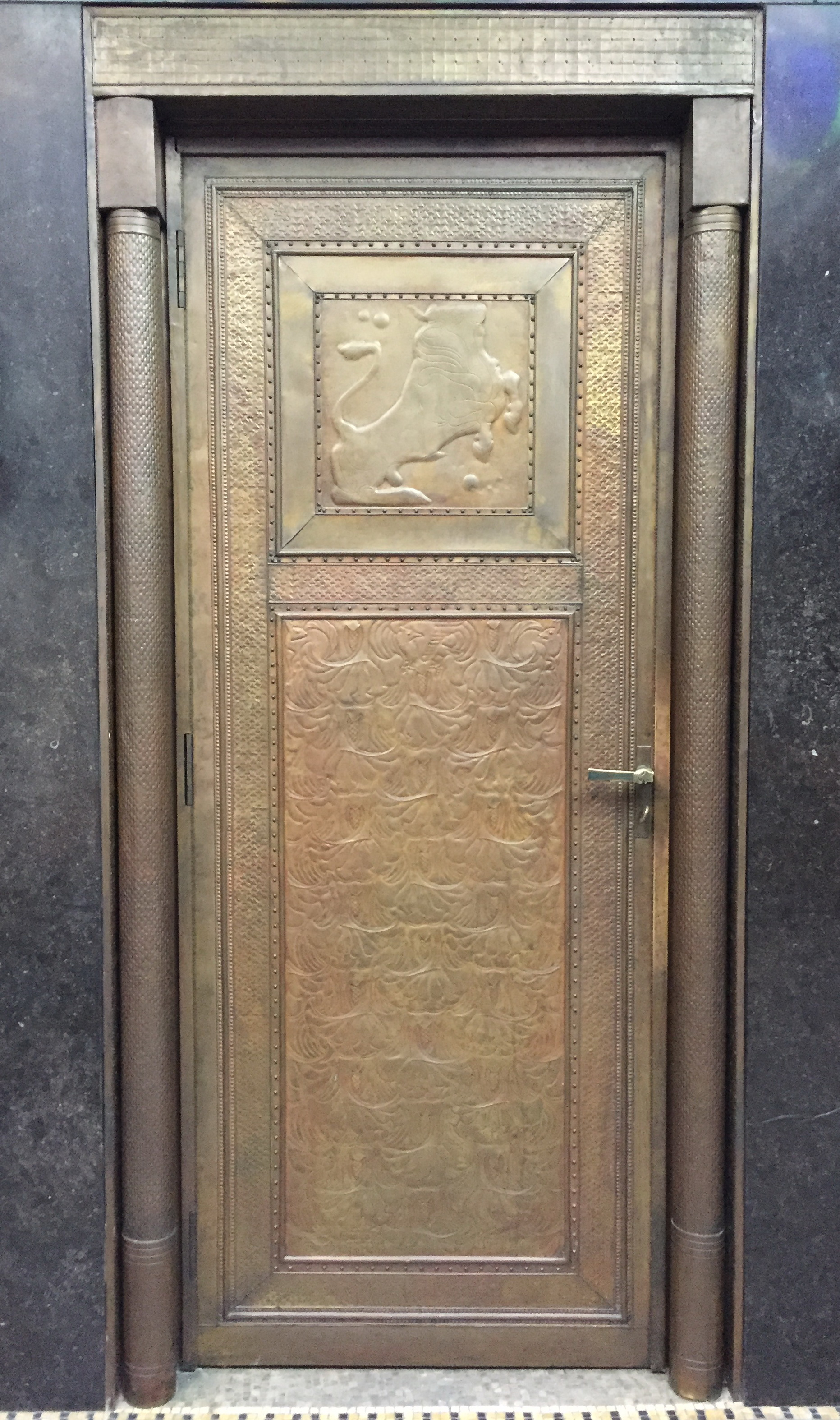
L'une des portes en métal repoussé
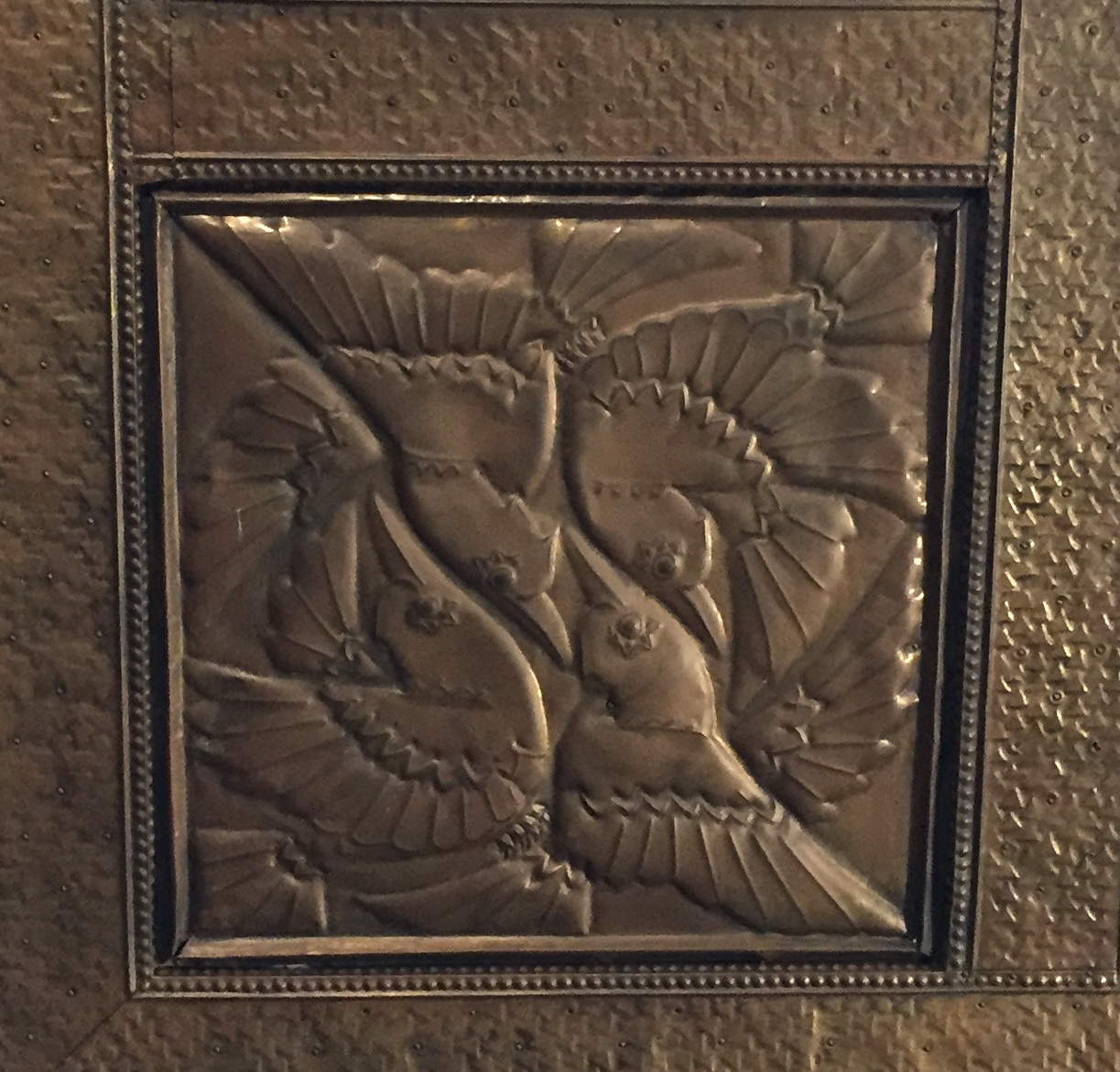
Oiseaux des plafonnets
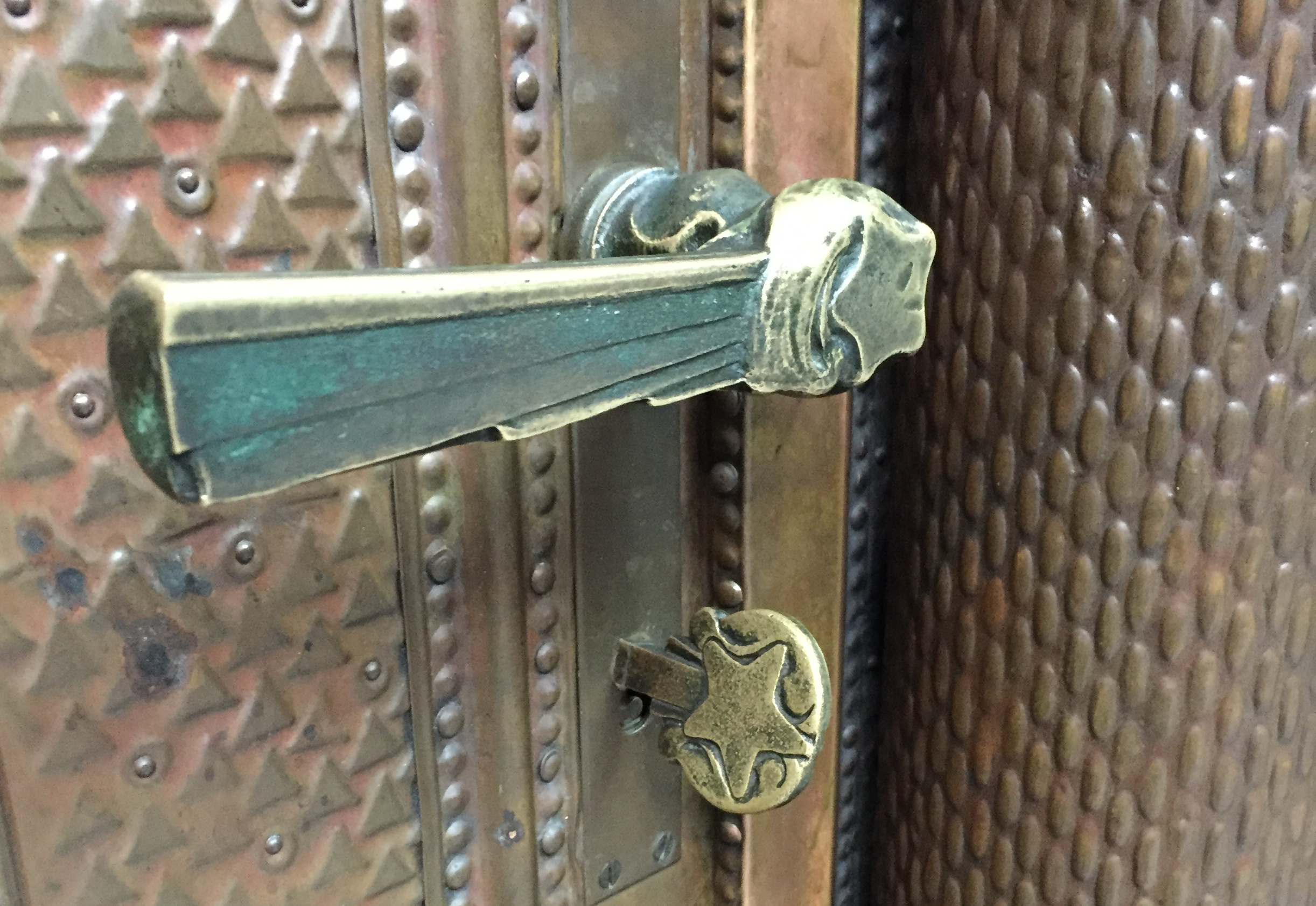
Détail de la poignée de porte et de la clé

### Sentinelle des Rangiers

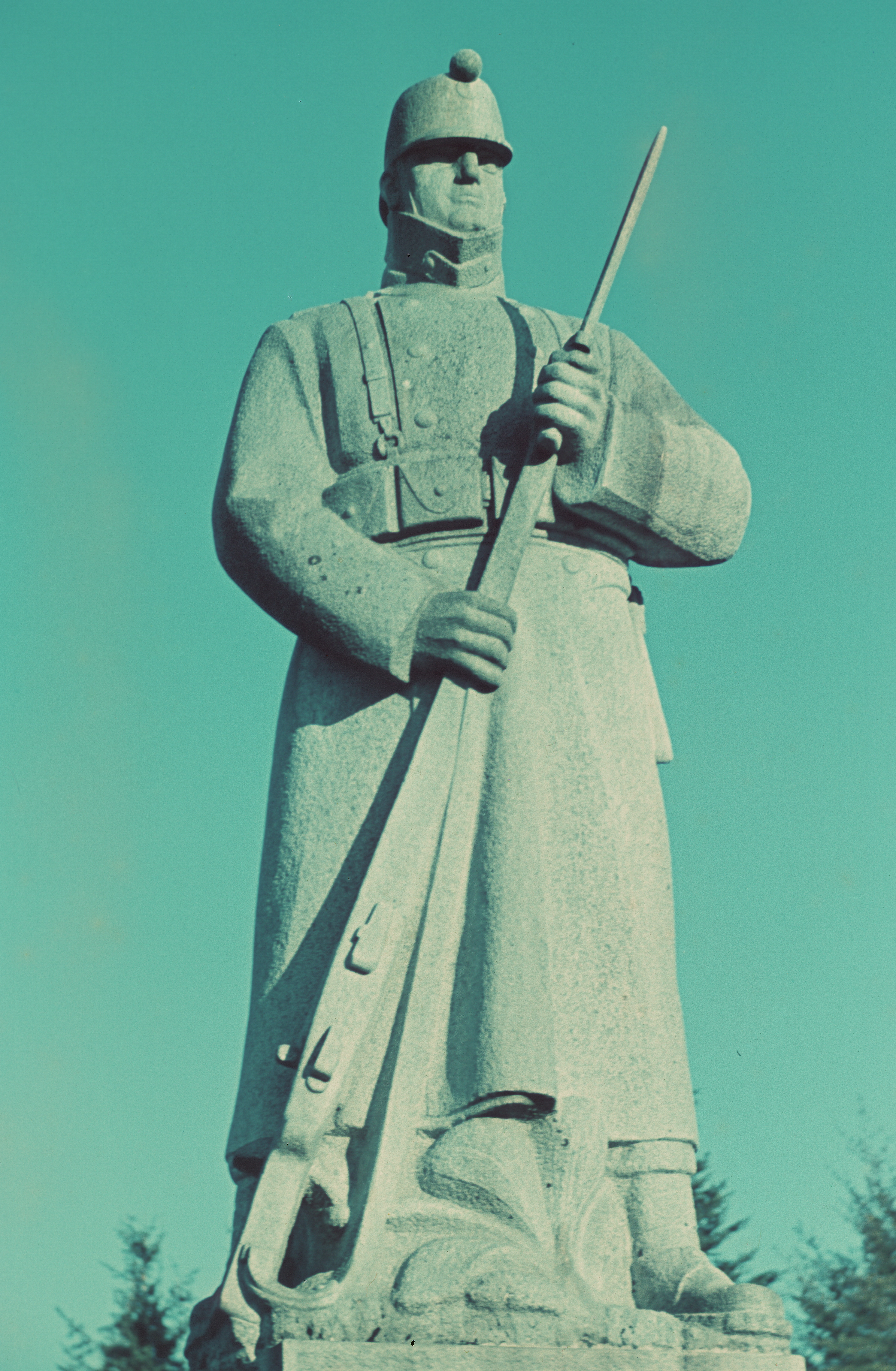